# Hyperoon
Hyperoon (Plural: Hyperoa, altgriechisch ὑπερῷον) bezeichnet das Obergeschoss eines griechischen Wohnhauses in der Antike. Der Frauenbereich (Gynaikonitis) befand sich meist hier.
Das Hyperoon als Frauengemach erscheint schon in Homers Odyssee als vorwiegender Aufenthaltsort der Penelope und ihrer Dienerinnen während der 10-jährigen Abwesenheit ihres Gatten.
Der Begriff erscheint auch mehrfach in der Apostelgeschichte als Versammlungsort der Urgemeinde, und zwar in Apg 1,13 , 20,8  und in 9,37,39  als Aufbahrungsort der Tabita, die von Petrus erweckt wird. Der Abendmahlssaal wird allerdings, etwa in Mk 14,15  und Lk 22,12 , nicht als Hyperoon, sondern als Anagaion („Obersaal“) bezeichnet.
In der Cella des griechischen Tempels bezeichnete man die seitlichen Galerien als Hyperoa, entsprechend in der Basilika die Galerien oberhalb der Seitenschiffe, die in der orthodoxen Kirche ebenfalls den Frauen zugewiesen waren. Ein Gleiches gilt für analoge Baulichkeiten in der Synagoge.